# Frasnes-lez-Gosselies
Frasnes-lez-Gosselies is een dorp in de Belgische provincie Henegouwen, en een deelgemeente van de Waalse gemeente Les Bons Villers.
Frasnes-lez-Gosselies was een zelfstandige gemeente, tot die bij de gemeentelijke herindeling van 1977 toegevoegd werd aan de gemeente Les Bons Villers.

## Geschiedenis
Op het grondgebied van Frasnes-lez-Gosselies zijn Keltische bijlen en Romeinse funderingen gevonden. Op het einde van de elfde eeuw schonk een adellijke dame een priorij met land aan de abdij van Affligem, die de heerlijkheid behield tot aan de Franse bezetting in 1794. In 1160 verleende graaf Godfried II van Leuven vrijheden aan het dorp Frasnes en stichtte er een plaats met dezelfde wetten als Leuven.

## Bezienswaardigheden
- De Sint-Niklaaskerk (Église Saint-Nicolas) is een neoclassicistisch kerkgebouw van 1834.
- De Chapelle Notre-Dame du Roux was van oorsprong de kapel van een in 1099 door de Benedictijnen van de Abdij van Affligem gestichte priorij. Het koor en de twee achterste traveeën zijn romaans (1237). In de 17e eeuw werd de kapel vergroot en in de 18e eeuw weer versmald.
- Het Schepenhuis (Chambre échevinale) is een torenachtig bouwwerk van blokken zandsteen en kalksteen, ook behoord hebbend tot de voormalige priorij.

## Natuur en landschap
De hoogte aan de kerk bedraagt 152 meter.

## Demografische ontwikkeling
- Bronnen:NIS, Opm:1831 tot en met 1970=volkstellingen, 1976= inwoneraantal op 31 december

## Geboren
- Fulgentius van Affligem (1055 - 1122), eerste abt van de abdij van Affligem
- Jean Duvieusart (1900 - 1977), advocaat en katholiek politicus

## Nabijgelegen kernen
Rèves, Liberchies, Villers-Perwin, Baisy-Thy, Sart-Dames-Avelines